# Хреновской район
Хреновской район — административно-территориальная единица в Воронежской области РСФСР, существовавшая в 1935—1960 годах. Административный центр — село Хреновое.
Район образован 18 января 1935 года в составе Воронежской области в результате разукрупнения Бобровского района.
21 марта 1960 года Хреновской район был упразднён, его территория возвращена Бобровскому району.